# فلويد رولاند
فلويد رولاند هو سياسي كندي، ولد في 23 نوفمبر 1961 في كندا. انتخب Premier of the Northwest Territories ‏.